# Ołeksandr Kuczerenko
Ołeksandr Jewhenowycz Kuczerenko, ukr. Олександр Євгенович Кучеренко, rum. Alexandru Cucerenco (ur. 1 października 1991 w Słowiańsku) – ukraiński piłkarz, grający na pozycji obrońcy. Posiada również obywatelstwo mołdawskie.

## Kariera piłkarska

### Kariera klubowa
W 2009 rozpoczął karierę piłkarską w drużynie amatorskiej Słowchlib Słowiańsk. Latem 2011 zasilił skład Awanhardu Kramatorsk. Podczas przerwy zimowej sezonu 2011/12 wyjechał do Mołdawii, gdzie został piłkarzem Nistru Otaci. W dokumentach wskazano rok urodzenia 1994 i obywatelstwo mołdawskie. Latem 2013 został zaproszony przez byłego trenera Nistru Lilian Popescu do FC Costuleni. W 2014 przeniósł się razem z trenerem Popescu do Verisu Kiszyniów. W grudniu 2014 różnica w dacie urodzenia w dokumentach Kuczerenki stała się powszechnie znana, a to groziło Verisowi porażki technicznej we wszystkich 14 meczach. Aby nie doprowadzić sprawę do postępowania, zarząd Verisu postanowił wycofać zespół z rozgrywek ligowych, a oficjalnym powodem rezygnacji nazwano niezadowolenie z sędziowania w ćwierćfinale Pucharu kraju. A Kuczerenko został zawieszony z udziału w turniejach pod auspicjami Mołdawskiego Związku Piłki Nożnej. 18 lutego 2015 podpisał kontrakt z Zirką Kirowohrad. 24 sierpnia 2017 przeszedł do Inhułcia Petrowe.

### Kariera reprezentacyjna
W 2013 występował w juniorskiej reprezentacji Mołdawii.

## Sukcesy i odznaczenia

### Sukcesy klubowe
Zirka Kirowohrad
- mistrz Ukraińskiej Pierwszej Ligi: 2015/16